# U-447 (tàu ngầm Đức)
U-447 là một tàu ngầm tấn công  Lớp Type VII thuộc phân lớp Type VIIC được Hải quân Đức Quốc Xã chế tạo trong Chiến tranh Thế giới thứ hai. Nhập biên chế năm 1942, nó chỉ thực hiện được hai chuyến tuần tra và không đánh chìm được mục tiêu nào trước khi bị máy bay ném bom Lockheed Hudson của Không quân Hoàng gia Anh đánh chìm tại vùng biển phía Tây eo biển Gibraltar vào ngày 7 tháng 5, 1943.

## Thiết kế và chế tạo

### Thiết kế

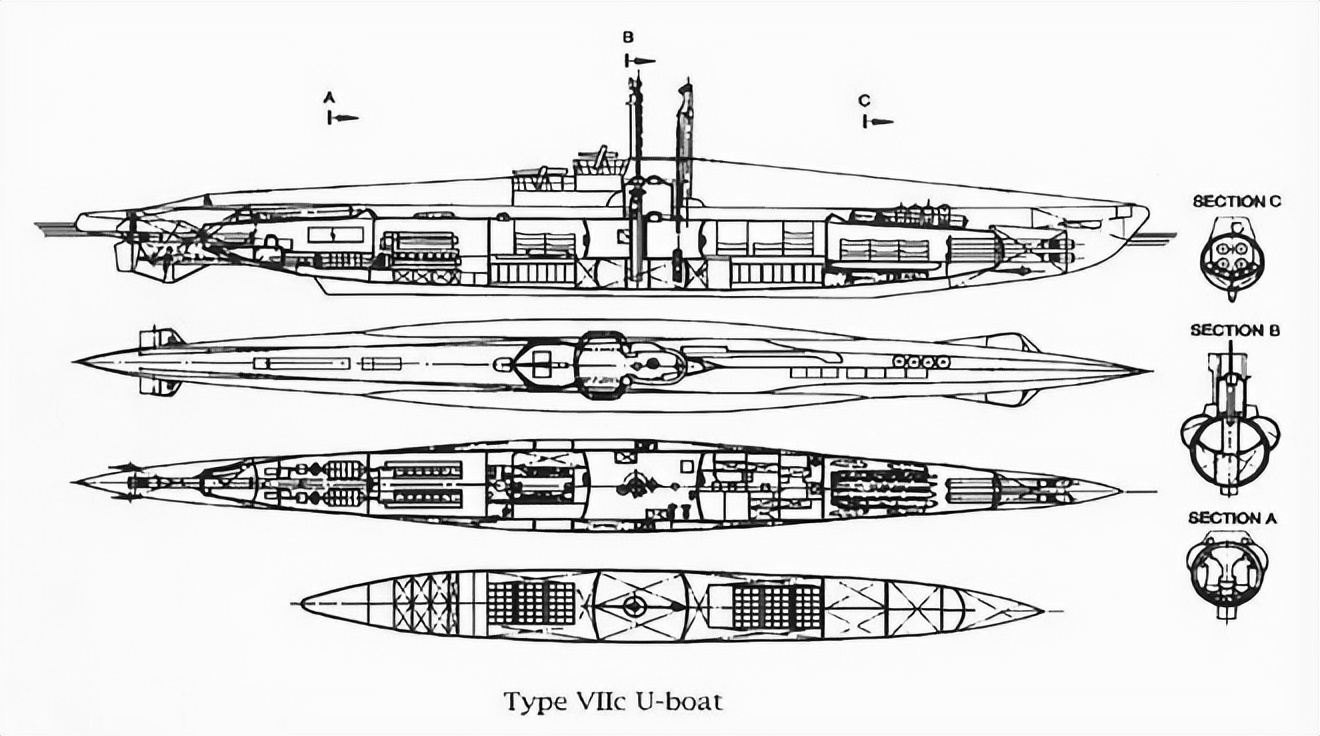
Sơ đồ các mặt cắt một tàu ngầm Type VIIC

Phân lớp VIIC của Tàu ngầm Type VII là một phiên bản VIIB được kéo dài thêm. Chúng có trọng lượng choán nước 769 t (757 tấn Anh) khi nổi và 871 t (857 tấn Anh) khi lặn). Con tàu có chiều dài chung 67,10 m (220 ft 2 in), lớp vỏ trong chịu áp lực dài 50,50 m (165 ft 8 in), mạn tàu rộng 6,20 m (20 ft 4 in), chiều cao 9,60 m (31 ft 6 in) và mớn nước 4,74 m (15 ft 7 in).
Chúng trang bị hai động cơ diesel Germaniawerft F46 siêu tăng áp 6-xy lanh 4 thì, tổng công suất 2.800–3.200 PS (2.100–2.400 kW; 2.800–3.200 bhp), dẫn động hai trục chân vịt đường kính 1,23 m (4,0 ft), cho phép đạt tốc độ tối đa 17,7 kn (32,8 km/h), và tầm hoạt động tối đa 8.500 nmi (15.700 km) khi đi tốc độ đường trường 10 kn (19 km/h). Khi đi ngầm dưới nước, chúng sử dụng hai động cơ/máy phát điện Garbe, Lahmeyer & Co. RP 137/c  tổng công suất 750 PS (550 kW; 740 shp). Tốc độ tối đa khi lặn là 7,6 kn (14,1 km/h), và tầm hoạt động 80 nmi (150 km) ở tốc độ 4 kn (7,4 km/h). Con tàu có khả năng lặn sâu đến 230 m (750 ft).
Vũ khí trang bị có năm ống phóng ngư lôi 53,3 cm (21 in), bao gồm bốn ống trước mũi và một ống phía đuôi, và mang theo tổng cộng 14 quả ngư lôi, hoặc tối đa 22 quả thủy lôi TMA, hoặc 33 quả TMB. Tàu ngầm Type VIIC bố trí một hải pháo 8,8 cm SK C/35 cùng một pháo phòng không 2 cm (0,79 in) trên boong tàu. Thủy thủ đoàn bao gồm 4 sĩ quan và 40-56 thủy thủ.

### Chế tạo
U-447 được đặt hàng vào ngày 6 tháng 8, 1940, và được đặt lườn tại xưởng tàu Schichau-Werke ở Danzig (nay là Gdańsk thuộc Ba Lan) vào ngày 1 tháng 7, 1941. Nó được hạ thủy vào ngày 30 tháng 4, 1942, và nhập biên chế cùng Hải quân Đức Quốc Xã vào ngày 11 tháng 7, 1942 dưới quyền chỉ huy của Hạm trưởng, Trung úy Hải quân Friedrich-Wilhelm Bothe.

## Lịch sử hoạt động
Sau khi hoàn tất việc huấn luyện trong thành phần Chi hạm đội U-boat 8, U-447 được điều sang Chi hạm đội U-boat 7 từ ngày 1 tháng 3, 1943 để hoạt động trên tuyến đầu cho đến khi bị mất.

### Chuyến tuần tra thứ nhất
U-447 khởi hành từ cảng Kiel, Đức vào ngày 20 tháng 2, 1943 cho chuyến tuần tra đầu tiên trong chiến tranh. Nó tiến ra Bắc Hải, rồi băng qua khe GI-UK giữa quần đảo Faroe và Iceland để vòng qua quần đảo Anh và hoạt động trong vùng biển Đại Tây Dương về phía Tây Ireland (Khu vực Tiếp cận phía Tây). Nó không đánh chìm được mục tiêu nào, nên đã kết thúc chuyến tuần tra và đi đến cảng Brest bên bờ Đại Tây Dương của Pháp đã bị Đức chiếm đóng, đến nơi vào ngày 24 tháng 3.

### Chuyến tuần tra thứ hai – Bị mất
U-447 xuất phát từ Brest vào ngày 27 tháng 4 cho chuyến tuần tra thứ hai, cũng là chuyến cuối cùng, để hoạt động trong vùng biển Đại Tây Dương tại lối ra vào phía Tây của eo biển Gibraltar. Tại đây vào ngày 7 tháng 5, nó bị hai máy bay ném bom Lockheed Hudson thuộc Liên đội 233 Không quân Hoàng gia Anh thả mìn sâu đánh chìm tại tọa độ 35°30′B 11°55′T / 35,5°B 11,917°T. Toàn bộ 48 thành viên thủy thủ đoàn của U-447 đã tử trận.

### "Bầy sói" tham gia
U-447 từng tham gia ba bầy sói:
- Neuland (4 – 6 tháng 3, 1943)
- Ostmark (6 – 11 tháng 3, 1943)
- Drossel (29 tháng 4 – 7 tháng 5, 1943)